# 豊原江理佳
豊原 江理佳（とよはら えりか、1996年4月8日 - ）は、日本のミュージカル女優、声優。舞台芸術や洋画の吹き替えを中心に活動している。ワタナベエンターテインメント所属。

## 来歴・人物
ドミニカ共和国生まれ。音楽家の父の影響で幼少の頃から歌に親しみ、9歳の時に地元のミュージカルに参加。この経験が女優を志すきっかけとなった。
- 2008年、ミュージカル「アニー」のアニー役（荻野七穂とWキャスト）でデビュー。
- 2011年、元ブロードウェイ俳優のマイケル・ステューバーに師事、ダンスレッスンを受ける。
- 2015年、ニューヨークに留学。リー・シュライバー・スタジオで演技、歌唱、ダンスの指導を受ける。帰国後、ミュージカル「アップル・ツリー」への出演を皮切りに数多くの作品に精力的に出演している。

舞台のみに留まらず、テレビドラマや映画にも活動の場を広げている。
- 2023年公開の実写ミュージカル映画『リトル・マーメイド』の日本語吹き替え版で、主人公のアリエル（演：ハリー・ベイリー）の声及び歌唱を担当した[1]。

## 出演

### 舞台
- ミュージカル『アニー』演出：ジョエル・ビショッフ（2008年） - 主演・アニー 役
- オペラ『カルメン』佐渡裕プロデュース（2009年）
- ミュージカル『アップル・ツリー』演出：城田優（2016年5月27 - 6月7日、赤坂RED/THEATER） - バーバラ 役
- カムカムミニキーナ『＞（ダイナリィ）』作・演出：松村武（2017年11月2日 - 12日、座・高円寺1）
- ラッパ屋第44回公演『父の黒歴史』脚本・演出：鈴木聡（2018年1月20日 - 28日、紀伊國屋ホール）
- ミュージカル『5DAYS 辺境のロミオとジュリエット』作・演出：石丸さち子（2018年4月3日 - 23日、KAAT神奈川芸術劇場中スタジオ） - ヒロイン・リェータ 役
- 音楽劇『マリウス』脚本・演出：山田洋次（2018年6月8日 - 26日、大阪松竹座）
- ミュージカル『タイタニック』演出：トム・サザーランド（2018年10月1日 - 13日、日本青年館ホール / 10月17日 - 22日、梅田芸術劇場シアター・ドラマシティ）
- ミュージカル『オン・ユア・フィート』演出：上田一豪（2018年12月8日 - 30日、シアタークリエ / 2019年1月4日 - 6日、博多座 / 1月9日・10日、刈谷市総合文化センター / 1月17日 - 20日、シアター・ドラマシティ）
- ミュージカル『ソーホー・シンダーズ』演出：元吉庸泰（2019年3月9日 - 21日、よみうり大手町ホール / 3月23日・24日、森ノ宮ピロティホール / 3月26日・27日、北國新聞 赤羽ホール / 3月28日、刈谷市総合文化センター / 3月31日、やまと芸術文化ホール・メインホール）
- ラッパ屋第45回公演『2.8次元』作・演出：鈴木聡（2019年6月9日 - 19日、紀伊國屋ホール / 6月29日・30日、北九州芸術劇場小劇場）
- 『絶唱サロメ』演出：池田純矢（2019年10月5日 - 13日、紀伊國屋ホール / 10月26日・27日、サンケイホールブリーゼ） - ヒロイン・サロメ 役
- 別冊根本宗子第8号『Whose Playing that "ballerina"?そのバレリーナの公演はあの子のものじゃないでです。』（English ver.）作・演出：根本宗子（2020年1月22日 - 26日、KAAT神奈川芸術劇場大スタジオ）
- 『時子さんのトキ』作・演出：田村孝裕（2020年9月11日 - 21日、よみうり大手町ホール / 9月26日・27日、サンケイホールブリーゼ）
- 『ピーター&ザ・スターキャッチャー』演出：ノゾエ征爾（2020年12月5日・6日、プレビュー公演、12月10日 - 27日、新国立劇場小劇場 / 2021年1月9日・10日、兵庫県立芸術文化センター阪急中ホール / 1月13日、サンポートホール高松大ホール / 1月17日、穂の国とよはし芸術劇場PLAT主ホール / 1月24日、北九州芸術劇場中ホール / 1月30日・31日、水戸芸術館ACM劇場） - ヒロイン・モリー 役
- 『ゆびさきと恋々』演出：田中麻衣子（2021年6月4日 - 13日、本多劇場） - 主演・雪 役
- ミュージカル『ソーホー・シンダーズ』再演　演出：元吉庸泰（2021年11月3日、東松山市民文化センター ※プレビュー公演 / 11月5日、日本特殊陶業市民会館 ビレッジホール / 11月7日、山口市民会館 大ホール / 11月9日、レクザムホール 大ホール / 11月13日・14日、枚方市総合文化芸術センター 関西医大 大ホール / 11月20日、やまと芸術文化ホールメインホール / 11月25日 - 12月12日、紀伊國屋サザンシアター）
- ミュージカル『EDGES』演出：元吉庸泰（2022年4月27日 - 5月5日、よみうりホール / 5月8日・9日、COOLJAPANPARKOSAKA TTホール）
- 舞台『呪術廻戦』演出：小林顕作（2022年7月15日 - 31日、天王洲 銀河劇場 / 8月4日 - 14日、メルパルク大阪ホール） - 釘崎野薔薇 役
- ミュージカル『ザ・ファンタスティックス』演出：上田一豪（2022年10月23日 - 11月14日、シアタークリエ） - ヒロイン・ルイーザ 役
- ミュージカル『The Beautiful Game』演出:瀬戸山美咲（2023年1月7日 - 25日【日生劇場】2/4-14【梅田芸術劇場大ホール】）- クリスティン 役
- 舞台『楽園』演出:眞鍋卓嗣（2023年6月8日 - 25日、新国立劇場）
- 舞台『メルセデス・アイス』演出:白井晃（2023年8月、世田谷パブリックシアター）
- TOHO MUSICAL LAB.『DESK』（2023年11月22日 - 23日、シアタークリエ）[2]
- 朗読劇『はじめての』後編（2024年1月6日 - 8日、シアター1010）[3]
- ミュージカル『Play a Life』（2024年2月7日 - 12日、博品館劇場）[4]
- ブロードウェイ・ミュージカル『IN THE HEIGHTS イン・ザ・ハイツ』（2024年9月 - 10月、天王洲 銀河劇場 他） - ヴァネッサ 役[5][6]
- ミュージカル『グラウンドホッグ・デー』（2024年11月11日 - 22日、東京国際フォーラム ホールC / 11月27日 - 12月1日、大阪新歌舞伎座 / 12月5日 - 8日、御園座） - ナンシー・テイラー 役[7]
- ミュージカル『SIX』日本キャスト版（2025年1月31日 - 2月21日、EX THEATER ROPPONGI / 2月28日 - 3月2日、御園座 / 3月7日 - 16日、梅田芸術劇場 シアター・ドラマシティ / 11月4日 - 9日〈予定〉、ヴォードヴィル劇場） - キャサリン・ハワード 役[8][9]
- ミュージカル『LAZARUS-ラザルス-』（2025年5月31日 - 6月14日、KAAT神奈川芸術劇場 ホール / 6月28日・29日、フェスティバルホール） - 少女 役[10][11]

### 映画
- キネマの神様（2021年）

### ドラマ
- ドラマイズム マジで航海してます。〜Second Season〜（2018年、TBS系）
- ミス・ジコチョー〜天才・天ノ教授の調査ファイル〜 第3話（2019年、NHK総合） - 水上瑠奈 役
- ホームルーム（2020年、MBS） - 山本星 役
- だから私はメイクする 第5話（2020年、テレビ東京） - エンジェル 役

### 吹き替え
- リトル・マーメイド（2023年） - アリエル 役（ハリー・ベイリー）[12]